# Карайчевка
Карайчевка — село в Бутурлиновском районе Воронежской области.
Административный центр Карайчевского сельского поселения.

## География

### Улицы
- ул. 50 лет Октября,
- ул. Ворошилова,
- ул. Гагарина,
- ул. Интернациональная,
- ул. Красная,
- ул. Крупской,
- ул. Молодёжная,
- ул. Октябрьская,
- ул. Февральская.

## Население
| 1859 | 1897 | 2010 |
| ---- | ---- | ---- |
| 558  | ↗918 | ↘860 |